# 大光普照寺
大光普照寺（だいこうふしょうじ）は、埼玉県児玉郡神川町にある天台宗の寺院。山号は金鑚山。院号は一乗院。本尊は十一面観音と元三大師で、「金鑚元三大師」とも称される。

## 歴史
この寺は、聖徳太子によって開創され、平安時代になって天台宗の僧円仁が来山して再興したと伝えられる。古くから天台宗の檀林が置かれた天台宗の中心的な寺院のひとつであり、またこの寺の近くにある金鑚神社の別当寺であった。江戸時代には江戸幕府から朱印状を与えられていた。